# Општина Линарес (Нови Леон)
Линарес (шп. Linares) општина је у Мексику у савезној држави Нови Леон. Општина се налази на надморској висини од 350 м.

## Становништво
Према подацима из 2010. у општини је живело 78669 становника.

### Хронологија
| Година       | 2000                  | 2005                  | 2010                  |
| ------------ | --------------------- | --------------------- | --------------------- |
| Становништво | 69205 (34160 / 35045) | 71061 (35057 / 36004) | 78669 (39104 / 39565) |

### Попис
| \| \| м \| \| \| ж \| \| 0—2 \| 2.275 \| \| \| 2.216 \| \| 3—5 \| 2.353 \| \| \| 2.140 \| \| 6—11 \| 4.696 \| \| \| 4.497 \| \| 12—14 \| 2.177 \| \| \| 2.116 \| \| 15—17 \| 2.202 \| \| \| 2.121 \| \| 18—24 \| 4.846 \| \| \| 4.692 \| \| 60+ \| 4.262 \| \| \| 4.510 \| \| Просек : \| 29,6 \| \| \| 30,5 \| |       |  |  |       |
| |       |  |  |       |
| | м     |  |  | ж     |
| 0—2 | 2.275 |  |  | 2.216 |
| 3—5 | 2.353 |  |  | 2.140 |
| 6—11 | 4.696 |  |  | 4.497 |
| 12—14 | 2.177 |  |  | 2.116 |
| 15—17 | 2.202 |  |  | 2.121 |
| 18—24 | 4.846 |  |  | 4.692 |
| 60+ | 4.262 |  |  | 4.510 |
| Просек : | 29,6  |  |  | 30,5  |

| #   | Индикатор                                                                                        | Вредност |
| --- | ------------------------------------------------------------------------------------------------ | -------- |
| 1   | Становништво од 0 до 2 године                                                                    | 4491     |
| 2   | Мушко становништво од 0 до 2 године                                                              | 2275     |
| 3   | Женско становништво од 0 до 2 године                                                             | 2216     |
| 4   | Становништво са 3 и више година                                                                  | 73975    |
| 5   | Мушко становништво са 3 и више година                                                            | 36729    |
| 6   | Женско становништво са 3 и више година                                                           | 37246    |
| 7   | Становништво са 5 и више година                                                                  | 70998    |
| 8   | Мушко становништво са 5 и више година                                                            | 35156    |
| 9   | Женско становништво са 5 и више година                                                           | 35842    |
| 10  | Становништво са 12 и више година                                                                 | 60289    |
| 11  | Мушко становништво са 12 и више година                                                           | 29680    |
| 12  | Женско становништво са 12 и више година                                                          | 30609    |
| 13  | Становништво са 15 и више година                                                                 | 55996    |
| 14  | Мушко становништво са 15 и више година                                                           | 27503    |
| 15  | Женско становништво са 15 и више година                                                          | 28493    |
| 16  | Становништво са 18 и више година                                                                 | 51673    |
| 17  | Мушко становништво са 18 и више година                                                           | 25301    |
| 18  | Женско становништво са 18 и више година                                                          | 26372    |
| 19  | Становништво од 3 до 5 година                                                                    | 4493     |
| 20  | Мушко становништво од 3 до 5 година                                                              | 2353     |
| 21  | Женско становништво од 3 до 5 година                                                             | 2140     |
| 22  | Становништво од 6 до 11 година                                                                   | 9193     |
| 23  | Мушко становништво од 6 до 11 година                                                             | 4696     |
| 24  | Женско становништво од 6 до 11 година                                                            | 4497     |
| 25  | Становништво од 8 до 14 година                                                                   | 10508    |
| 26  | Мушко становништво од 8 до 14 година                                                             | 5321     |
| 27  | Женско становништво од 8 до 14 година                                                            | 5187     |
| 28  | Становништво од 12 до 14 година                                                                  | 4293     |
| 29  | Мушко становништво од 12 до 14 година                                                            | 2177     |
| 30  | Женско становништво од 12 до 14 година                                                           | 2116     |
| 31  | Становништво од 15 до 17 година                                                                  | 4323     |
| 32  | Мушко становништво од 15 до 17 година                                                            | 2202     |
| 33  | Женско становништво од 15 до 17 година                                                           | 2121     |
| 34  | Становништво од 18 до 24 године                                                                  | 9538     |
| 35  | Мушко становништво од 18 до 24 године                                                            | 4846     |
| 36  | Женско становништво од 18 до 24 године                                                           | 4692     |
| 37  | Женско становништво од 15 до 49 година                                                           | 20809    |
| 38  | Становништво са 60 и више година                                                                 | 8772     |
| 39  | Мушко становништво са 60 и више година                                                           | 4262     |
| 40  | Женско становништво са 60 и више година                                                          | 4510     |
| 41  | Однос између мушкараца и жена                                                                    | 98.83    |
| 42  | Становништво од нуле до 14 година                                                                | 22470    |
| 43  | Становништво од 15 до 64 године                                                                  | 49656    |
| 44  | Становништво од 65 година и више                                                                 | 6340     |
| 45  | Просечан број деце                                                                               | 2.46     |
| 46  | Становништво рођено у ентитету                                                                   | 72000    |
| 47  | Мушко становништво рођено у ентитету                                                             | 35872    |
| 48  | Женско становништво рођено у ентитету                                                            | 36128    |
| 49  | Становништво рођено у другом ентитету                                                            | 5601     |
| 50  | Мушко становништво рођено у другом ентитету                                                      | 2696     |
| 51  | Женско становништво рођено у другом ентитету                                                     | 2905     |
| 52  | Становништво од 5 година и више резидентно у ентитету у јуну 2005. године                        | 68861    |
| 53  | Мушко становништво старосног доба од 5 година и више, резидентно у ентитету у јуну 2005. године  | 33997    |
| 54  | Женско становништво старосног доба од 5 и више година, резидентно у ентитету у јуну 2005. године | 34864    |
| 55  | Становништво од 5 година и више које је живело у другом ентитету у јуну 2005. године             | 1004     |
| 56  | Мушко становништво старије од 5 година које је живело у другом ентитету у јуну 2005. године      | 525      |
| 57  | Женско становништво старије од 5 година које је живело у другом ентитету у јуну 2005. године     | 479      |
| 58  | Становништво од 3 године и више које говори аутохтони језик                                      | 148      |
| 59  | Мушко становништво старо 3 године и више које говори аутохтони језик                             | 85       |
| 60  | Женско становништво старо 3 године и више које говори аутохтони језик                            | 63       |
| 61  | Становништво од 3 године и више које говори аутохтони језик и не говори шпански језик            | 0        |
| 62  | Мушко становништво старо 3 године и више које говори аутохтони језик и не говори шпански         | 0        |
| 63  | Женско становништво старо 3 године и више које говори аутохтони језик и не говори шпански језик  | 0        |
| 64  | Становништво старо 3 године и више које говори аутохтони језик и шпански                         | 63       |
| 65  | Мушко становништво старо 3 године и више које говори аутохтони језик и шпански                   | 39       |
| 66  | Женско становништво старо 3 године и више које говори аутохтони језик и шпански                  | 24       |
| 67  | Становништво од 5 година и више које говори аутохтони језик                                      | 145      |
| 68  | Становништво од 5 година и више које говори аутохтони језик и не говори шпански језик            | 0        |
| 69  | Становништво од 5 година и више које говори аутохтони језик и говори шпански језик               | 63       |
| 70  | Становништво у домородачким домаћинствима                                                        | 294      |
| 71  | Становништво са ограничењима у активностима                                                      | 3647     |
| 72  | Становништво са ограниченим ходањем или кретањем, горе или доле                                  | 1934     |
| 73  | Становници са ограничењима вида, чак и уз кориштење сочива                                       | 1090     |
| 74  | Становништво са ограничењима говора, комуникације или конверзације                               | 379      |
| 75  | Становништво са ограниченим слухом                                                               | 508      |
| 76  | Становништво са ограничењима при одевању, купању или јелу                                        | 289      |
| 77  | Становништво са ограничењима у опажању или учењу једноставних ствари                             | 152      |
| 78  | Становништво са менталним ограничењима                                                           | 428      |
| 79  | Становништво без ограничења активности                                                           | 74122    |
| 80  | Становништво од 3 до 5 година које не похађа школу                                               | 1835     |
| 81  | Мушко становништво од 3 до 5 година које не похађа школу                                         | 969      |
| 82  | Женско становништво од 3 до 5 година које не похађа школу                                        | 866      |
| 83  | Становништво од 6 до 11 година које не похађа школу                                              | 121      |
| 84  | Мушко становништво од 6 до 11 година које не похађа школу                                        | 62       |
| 85  | Женско становништво од 6 до 11 година које не похађа школу                                       | 59       |
| 86  | Становништво од 12 до 14 година које не похађа школу                                             | 276      |
| 87  | Мушко становништво од 12 до 14 година које не похађа школу                                       | 149      |
| 88  | Женско становништво од 12 до 14 година које не похађа школу                                      | 127      |
| 89  | Становништво од 15 до 17 година похађа школу                                                     | 2815     |
| 90  | Мушко становништво од 15 до 17 година похађа школу                                               | 1438     |
| 91  | Женско становништво између 15 и 17 година живота у школи                                         | 1377     |
| 92  | Становништво од 18 до 24 године похађа школу                                                     | 2356     |
| 93  | Мушко становништво од 18 до 24 године похађа школу                                               | 1288     |
| 94  | Женско становништво од 18 до 24 године похађа школу                                              | 1068     |
| 95  | Становништво од 8 до 14 година које не може да чита и пише                                       | 157      |
| 96  | Мушко становништво старосног доба од 8 до 14 година које не може да чита и пише                  | 97       |
| 97  | Женско становништво старосног доби од 8 до 14 година које не може да чита и пише                 | 60       |
| 98  | Становништво од 15 година и више које је неписмено                                               | 1702     |
| 99  | Мушко становништво од 15 година и више које је неписмено                                         | 916      |
| 100 | Женско становништво од 15 година и више које је неписмено                                        | 786      |
| 101 | Становништво старо 15 и више година без школовања                                                | 1645     |
| 102 | Мушко становништво старо 15 и више година без школовања                                          | 849      |
| 103 | Женско становништво старо 15 и више година без школовања                                         | 796      |
| 104 | Становништво старосног доба 15 и више година са непотпуним основним образовањем                  | 9660     |
| 105 | Мушко становништво старосног доба од 15 година и више са непотпуном основним образовањем         | 4809     |
| 106 | Женско становништво старосног доба 15 и више година са непотпуном основним образовањем           | 4851     |
| 107 | Становништво старо 15 и више година са комплетним основним образовањем                           | 10487    |
| 108 | Мушко становништво старо 15 година и више са комплетним основним образовањем                     | 4743     |
| 109 | Женско становништво старо 15 и више година са комплетним основним образовањем                    | 5744     |
| 110 | Становништво старосног доба 15 и више година са непотпуним средњим образовањем                   | 2955     |
| 111 | Мушко становништво старосног доба од 15 година и више са непотпуним средњим образовањем          | 1636     |
| 112 | Женско становништво старосног доба од 15 година и више са непотпуним средњим образовањем         | 1319     |
| 113 | Становништво старо 15 и више година са пуним секундарном образовањем                             | 12989    |
| 114 | Мушко становништво старосног доба од 15 година и више са пуним секундарном образовањем           | 6502     |
| 115 | Женско становништво старосног доба од 15 година и више са пуним секундарном образовањем          | 6487     |
| 116 | Становништво старије од 18 година са постосновним образовањем                                    | 15800    |
| 117 | Мушко становништво старије од 18 година са постосновним образовањем                              | 7894     |
| 118 | Женско становништво старије од 18 година са постосновним образовањем                             | 7906     |
| 119 | Просечна оцена школовања                                                                         | 8.36     |
| 120 | Просечан ниво образовања мушке популације                                                        | 8.41     |
| 121 | Просечан ниво образовања женског становништва                                                    | 8.31     |
| 122 | Економски активно становништво                                                                   | 30868    |
| 123 | Економски активна мушка популација                                                               | 21641    |
| 124 | Економски активна женска популација                                                              | 9227     |
| 125 | Становништво које није економски активно                                                         | 28948    |
| 126 | Мушко становништво које није економски активно                                                   | 7770     |
| 127 | Женско становништво које није економски активно                                                  | 21178    |
| 128 | Запослено становништво                                                                           | 29750    |
| 129 | Запослено мушко становништво                                                                     | 20759    |
| 130 | Запослено женско становништво                                                                    | 8991     |
| 131 | Незапослена популација                                                                           | 1118     |
| 132 | Незапослена мушка популација                                                                     | 882      |
| 133 | Незапослена женска популација                                                                    | 236      |
| 134 | Становништво без права на здравствене услуге                                                     | 11276    |
| 135 | Становништво које има право на здравствене услуге                                                | 66728    |
| 136 | Становништво које има право на ИМСС                                                              | 36391    |
| 137 | Становништво које има право на социјално осигурање                                               | 4761     |
| 138 | Становништво које има право на државно социјално осигурање                                       | 688      |
| 139 | Становништво које има право на опште осигурање или здравствено осигурање за нову генерацију      | 22154    |
| 140 | Становништво које је било једном или није било у браку током 12 година и више                    | 19042    |
| 141 | Венчано или уједињено становништво од 12 година и више                                           | 35835    |
| 142 | Становништво које је било у браку или уједињено 12 година и више                                 | 5183     |
| 143 | Становништво са католичком религијом                                                             | 65526    |
| 144 | Протестанти, еванђелисти и библијски следбеници различити од еванђелиста                         | 8904     |
| 145 | Становништво са другим религијама различитим од претходних                                       | 5        |
| 146 | Становништво без религије                                                                        | 3048     |
| 147 | Укупно пописаних домаћинства                                                                     | 20879    |
| 148 | Пописна домаћинства на челу са мушкарцима                                                        | 16568    |
| 149 | Пописна домаћинства на челу са женама                                                            | 4311     |
| 150 | Становништво у пописним домаћинствима                                                            | 78412    |
| 151 | Становништво у пописним домаћинствима на челу са мушкарцима                                      | 64730    |
| 152 | Становништво у пописним домаћинствима на челу са женама                                          | 13682    |
| 153 | Укупно домаћинстава                                                                              | 26766    |
| 154 | Укупно насељених домаћинстава                                                                    | 20939    |
| 155 | Укупно приватних кућа                                                                            | 26706    |
| 156 | Насељени приватни домови                                                                         | 20879    |
| 157 | Укупно насељених приватних кућа                                                                  | 20935    |
| 158 | Ненасељене приватне куће                                                                         | 3675     |
| 159 | Појединачна домаћинства за привремену употребу                                                   | 2152     |
| 160 | Становници у насељеним приватним кућама                                                          | 78412    |
| 161 | Насељеност станара у приватним становима                                                         | 3.76     |
| 162 | Просечно становника по соби у приватним насељеним домаћинствима                                  | 1.01     |
| 163 | Појединачна домаћинства са подовима од различитих материјала од земље                            | 19882    |
| 164 | Појединачна домаћинства у приземљу                                                               | 861      |
| 165 | Појединачна домаћинства са једном спаваћом собом                                                 | 7637     |
| 166 | Појединачна домаћинства са две спаваће собе и више                                               | 13132    |
| 167 | Појединачна домаћинства са једним собом                                                          | 852      |
| 168 | Појединачна домаћинства са две собе                                                              | 3224     |
| 169 | Појединачна домаћинства са 3 собе и више                                                         | 16665    |
| 170 | Појединачна домаћинства која имају електрично светло                                             | 20492    |
| 171 | Појединачна домаћинства која немају електрично светло                                            | 300      |
| 172 | Појединачна домаћинства која имају водоводну воду у стамбеном простору                           | 19627    |
| 173 | Појединачна домаћинства која немају водоводну воду у стамбеном простору                          | 1128     |
| 174 | Појединачна домаћинства која имају тоалет                                                        | 20229    |
| 175 | Појединачна домаћинства која имају канализацију                                                  | 17599    |
| 176 | Појединачна домаћинства која немају канализацију                                                 | 3097     |
| 177 | Појединачна домаћинства која имају електрично светло, довод воде из јавне мреже и канализацију   | 17231    |
| 178 | Појединачна домаћинства без икаквих услова                                                       | 183      |
| 179 | Појединачна домаћинства која имају радио                                                         | 16262    |
| 180 | Појединачна домаћинства која имају телевизор                                                     | 19909    |
| 181 | Појединачна домаћинства која имају фрижидер                                                      | 19324    |
| 182 | Појединачна домаћинства која имају машину за веш                                                 | 16671    |
| 183 | Појединачна домаћинства која имају аутомобил или комби                                           | 12204    |
| 184 | Појединачна домаћинства која имају рачунар                                                       | 5148     |
| 185 | Појединачна домаћинства која имају фиксну телефонску линију                                      | 7408     |
| 186 | Појединачна домаћинства која имају мобилни телефон                                               | 14756    |
| 187 | Појединачна домаћинства која имају приступ интернету                                             | 3904     |